# جیمز وارینگ
جیمز وارینگ (انگلیسی: James Warring؛ زادهٔ ۲۶ نوامبر ۱۹۵۸) بوکسور و داور هنرهای رزمی ترکیبی اهل ایالات متحده آمریکا است.